# Pterostichus marinensis
Pterostichus marinensis är en skalbaggsart som beskrevs av Hermann Hacker. Pterostichus marinensis ingår i släktet Pterostichus och familjen jordlöpare. Inga underarter finns listade i Catalogue of Life.